# Lancia Eta-30/50HP
Der Lancia Eta-30/50HP war ein Automobil von Lancia, das von 1911 bis 1914 produziert wurde.
Der Eta war ein schmales kompaktes Fahrzeug, das ab 1913 mit elektrischem Licht ausgeliefert wurde. Das Fahrzeug hatte einen Vierzylinder-Reihenmotor mit 4100 cm³ Hubraum, der 60 PS leistete und den Wagen auf bis zu 115 km/h beschleunigen konnte.